# Храдец Кралове (окръг)
Окръг Храдец Кралове (на чешки: Okres Hradec Králové) е един от 5-те окръга на Краловохрадецкия край на Чехия. Административен център е едноименният град Храдец Кралове. Площта на окръга е 891,62 km2, а населението – 162 820 жители. В окръга има 104 населени места, от които 6 града.

## Градове и население
Данни за 2009 г.:
| Град                    | Население |
| ----------------------- | --------- |
| Храдец Кралове          | 95 291    |
| Нови Биджов             | 7300      |
| Тршебеховице под Оребем | 5801      |
| Хлумец над Цидлиноу     | 5398      |
| Смиржице                | 3104      |
| Неханице                | 2183      |

Данни за 2005 г.:
| Население      | Общо            | Жени            | Мъже            |
| -------------- | --------------- | --------------- | --------------- |
| Брой жители    | 159 384 (100 %) | 82 402 (51,7 %) | 76 982 (48,3 %) |
| Средна възраст | 40,8            | 42,3            | 39,2            |